# Batalhão de Polícia de Fronteira

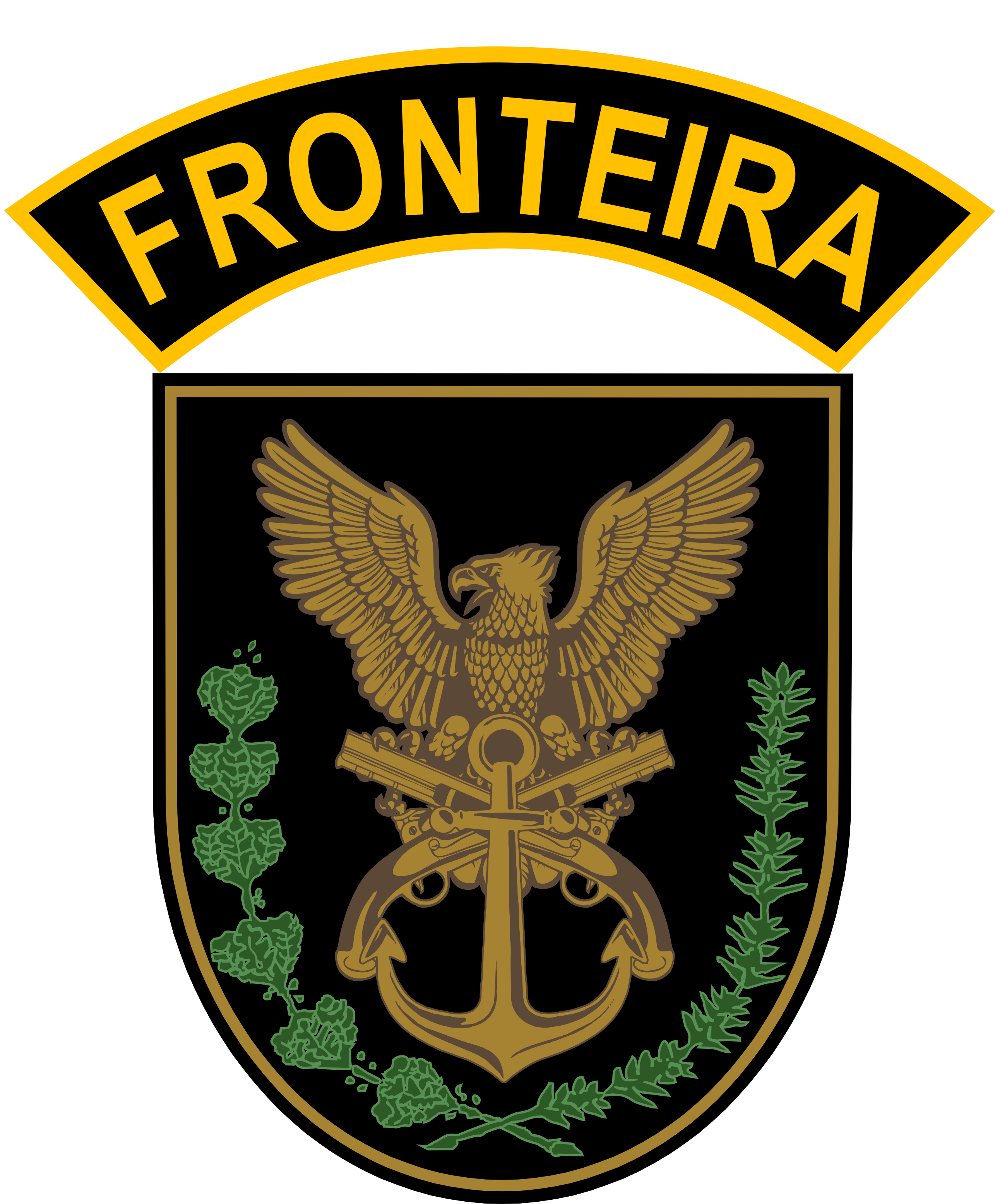
Brasão BPFRON

Batalhão de Polícia de Fronteira (BPFRON) é uma unidade da Polícia Militar do Paraná especialmente constituída para o combate a crimes na tríplice fronteira e no Lago de Itaipu. O BPFron é o primeiro batalhão de polícia de fronteira do país, resultado de uma parceria entre o governo federal, através do Programa de Estratégia Nacional de Segurança Pública nas Fronteiras (ENAFRON), e o governo do Estado do Paraná.

## Histórico
O controle das fronteiras brasileiras é da competência do governo federal. Entretanto, apesar das imensas extensões terrestres e marítimas, o Brasil não possui polícia de fronteira ou guarda costeira. Sendo a segurança realizada por uma complexa sobreposição de instituições militares (forças armadas), policiais (polícias federais e estaduais) e civis (Receita Federal, aduanas, etc.).
Definição de Faixa de Fronteira
O Brasil faz fronteira com todos os países da América do Sul, à exceção do Chile e do Equador, e seus limites se estendem por 15.719 quilômetros de extensão. No período do Império a medida estabelecida como faixa de fronteira era de dez léguas (66 Km). Após a Revolução de 1930 a extensão foi alterada, primeiramente para cem e depois para cento e cinquenta quilômetros. Em 1979 a Lei 6.634 definiu a Faixa de Fronteira como o espaço territorial de cento e cinquenta quilômetros que adentra o interior do Brasil a partir da linha limítrofe entre o país e os seus vizinhos.
Atualmente (2013) essa região abrange onze estados da federação e quinhentos e oitenta e oito municípios.

## Segurança na fronteira
Os municípios que possuem qualquer porção do seu território dentro de uma Faixa de Fronteira são considerados municípios de fronteira, sendo regidos por leis específicas. E no III Congresso Latino-americano de Cidades e Governos Locais, realizado em julho de 2007 em Florianópolis, com promoção da Confederação Nacional de Municípios (CNM) e da Federação Latino-americana de Cidades, Municípios e Associações de Governos Locais, foi organizada uma pequena reunião com alguns prefeitos sobre o tema fronteiriço.
A partir de diversos encontros da Confederação Nacional de Municípios (Corumbá, MS; Santana do Livramento, RS; Boa Vista, RR e Foz do Iguaçu, PR) foi elaborada uma lista de propostas para a melhoria da qualidade de vida nas comunidades locais da Faixa de Fronteira (infraestrutura, tráfego e transporte; educação, saúde e migrações; legislação; meio ambiente e recursos hídricos; desenvolvimento econômico local; e segurança).
Relacionado à área de segurança, devido à preocupação com crescente aumento do tráfico de drogas, armas e de pessoas, e também do terrorismo internacional, uma das propostas foi a criação de uma polícia específica de fronteira, treinada e com características especiais.
Itens apresentados pela CNM relativos à segurança:
- Equiparar as forças policiais do Brasil com as dos países vizinhos, em termos de efetivo e estrutura, com barcos e armamentos;
- Aprofundar a cooperação na área de segurança entre o Brasil e os países vizinhos, por meio de um Centro Integrado de Fiscalização de Fronteiras que privilegie a coordenação das ações e o compartilhamento de informações;
- Aumento do número de postos policiais na Faixa de Fronteira;
- Monitoramento do espaço aéreo para evitar contrabando agrícola por aviões clandestinos;
- Aumentar a estrutura da vigilância sanitária na fronteira e integrar as campanhas de vacinação do rebanho entre o Brasil e os países vizinhos;
- Acompanhamento da situação de assentamentos agrícolas nas áreas de fronteiras.

## Tríplice fronteira no Paraná
O Paraná tem dezenove municípios que fazem fronteira direta com o Paraguai e a Argentina, e outros cento e vinte na área de influência da fronteira, todos suscetíveis ao tráfico de drogas, armas e ao contrabando.
Ainda em 2004, numa proposta do Ministério da Justiça ao Estado do Paraná, foi projetado um plano unificado de controle policial, envolvendo a cooperação da Polícia Federal, Receita Federal, Polícia Rodoviária Federal, Polícia Civil e Polícia Militar do Estado; o qual após um longo período de ajustes foi oficialmente efetivado em 2009, como Projeto de Policiamento Especializado na Fronteira.

## Projeto de Policiamento Especializado na Fronteira
O Projeto de Policiamento Especializado na Fronteira (PEFRON) é uma iniciativa que visa a fortalecer as polícias dos Estados que fazem divisa com outros países, criando grupos especializados para atuarem de forma preventiva e repressiva nos limites desses Estados.
Principais objetivos do PEFRON:
- Foco nas comunidades de fronteira e abrangência nacional do PEFRON;
- Formação de Gabinetes de Gestão Integrada (GGI) que articulam estratégias locais e regionais;
- Valorização profissional com os equipamentos e pagamento de gratificações para os polícias que atuarão nas faixas de fronteira;
- Previsão de reinvestimento após segundo ano de implantação do PEFRON;
- Articulação com ações das polícias federais (Polícia Federal e Polícia Rodoviária Federal);
- Articulação com ministérios (Fazenda, Saúde, Defesa, Meio Ambiente, Integração Nacional e Agricultura);
- Curso de nivelamento pela Força Nacional;
- Bases móveis com suporte de trabalho de perícia técnica (exames de laboratório) e de polícia civil;
- Suporte aéreo e fluvial para ações itinerantes do PEFRON;
- Utilização de tecnologias não-letais;
- Novas alternativas tecnológicas para integração das comunicações.
- Integração entre organismos estaduais e federais de segurança pública.

## Batalhão de Polícia Militar de Fronteira
Na Polícia Militar o policiamento de fronteira se iniciou em 1 de Julho de 2009, com a criação da Companhia Independente de Policiamento e Operações de Fronteira (CIPOFron).

| “ | encarregada do combate e repressão aos ilícitos cometidos nas regiões de fronteira e de divisa com o Estado do Paraná, coibindo enfaticamente os crimes relacionados ao tráfico de armas e de drogas, através de operações terrestres, aéreas, aquáticas e ribeirinhas, conforme Missões determinadas ou Planos de Operações estabelecidos pelo Comandante-Geral da PMPR. | ” |

O efetivo inicial da CIPOFron era de uma companhia com dois pelotões, todos com curso de operações especiais; contando ainda com o reforço de um pelotão da Força Verde e de um pelotão da Polícia de Choque. A previsão era de que em dois anos o efetivo passasse a ser constituído por um batalhão, entretanto a oficialização do batalhão somente ocorreu em 6 de junho de 2012. Também foi estabelecido que o tempo de permanência do policial militar na Unidade, independente do posto ou graduação, seria de no máximo dois anos; podendo o policial militar retornar somente após haver decorrido quatro anos de sua última movimentação.
No início a unidade estava subordinada, operacional e administrativamente, ao Comandante-geral da PMPR, e sediada na cidade de Guaíra, com o destacamento de um pelotão em Santa Helena. A partir de 12 de janeiro de 2011 passou a subordinar-se ao 5º Comando Regional de Policia Militar
; sendo realocada para o município de Marechal Cândido Rondon.
Essa mudança foi motivada pelo acordo estabelecido entre a prefeitura, que passou a suprir as despesas, as melhorias e o aluguel das instações da unidade; objetivando atender ocorrências e operações policiais nos demais municípios da região. A definição de município não implica alterações quanto à sua missão, a qual permanece com sua área de atuação na região de fronteira do Estado do Paraná, sem qualquer tipo de modificação em relação às áreas de circunscrição de Comandos Regionais de Polícia Militar (CRPM) ou das Áreas Integradas de Segurança Pública (AISP).
Em 2012 passou a subordinar-se ao 7º Comando Regional de Policia Militar (Comando de Operações e Eventos). Hoje o BPFRON é subordinado diretamente ao Subcomando Geral da Polícia Militar do Paraná e tem como nomenclatura BPFRON - Batalhão de Polícia de Fronteira.

## Desdobramento operacional

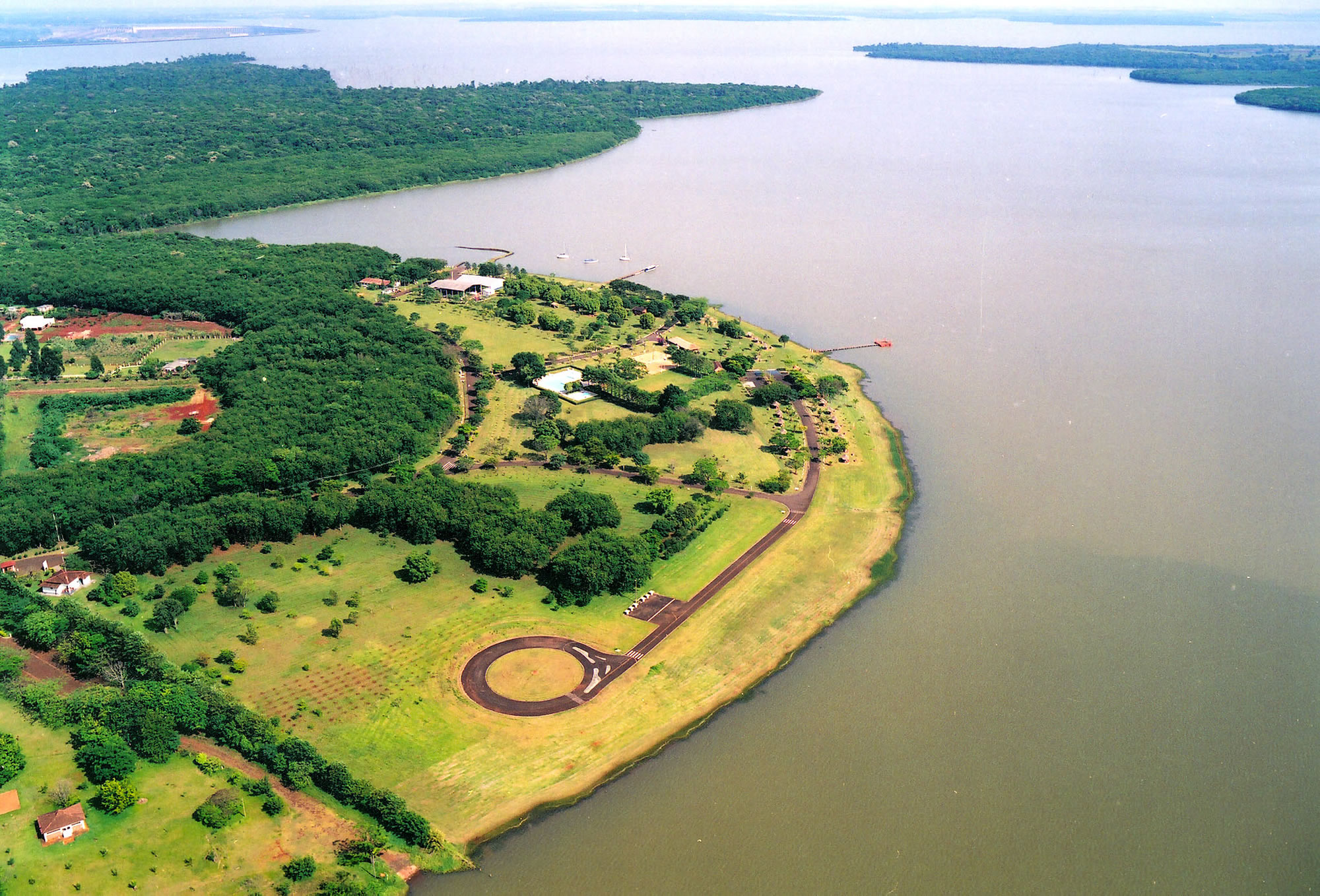
Lago de Itaipu - 2006

## Jurisdição e missão do BPFron
O BPFron atende a cento e trinta e nove cidades da região fronteiriça, com 2.372,896 mil habitantes. A principal missão do Batalhão de Fronteira é estar capacitado a atuar no Lago de Itaipu. O lago possui 170 km de extensão, com cerca de trezentos locais que servem como portos clandestinos. Há ainda sessenta ilhas, das quais quarenta e quatro são brasileiras, que facilitam a ação do crime organizado.

## 1ª Companhia de Polícia de Fronteira
Sede: Marechal Cândido Rondon.
Na sede da OPM, se encontra o Pelotão de Comandos e Serviços, compostos por:
- P/1 - Seção de Pessoal
- P/2 - Seção de Inteligência e Contrainteligência
- P/3 - Seção de Operações
- P/4 - Seção de Logística - Tesouraria, Almoxarifado e Transportes
- P/5 - Seção de Relações Públicas
- P/6 - Seção de Finanças
- SJD - Subseção de Justiça e Disciplina
- SENOT - Setor de Notificações

## 2ª Companhia de Polícia de Fronteira
Sede: Guaíra.

## 3ª Companhia de Polícia de Fronteira
Sede: Santo Antônio do Sudoeste.

## Corpo de Operações de Busca e Repressão Aquática
O Corpo de Operações de Busca e Repressão Aquática (COBRA) é uma subunidade do Batalhão de Polícia de Fronteira (BPFron), especializada em apreensões e operações aquáticas em todo território de fronteira do estado do Paraná. O grupo possui embarcações potentes que permitem velocidade e autonomia na água para interceptar qualquer tipo de embarcação clandestina que navegue na área. Hoje, o Pelotão C.O.B.R.A. possui como sede a Base Náutica de Entre Rios do Oeste-PR.